# بطولة أوروبا لكرة الماء 2014
بطولة أوروبا لكرة الماء 2014 كان الموسم الـ 31 من بطولة أوروبا لكرة الماء، وجرت المنافسات في بودابست المجر، ونظمت من قبل الاتحاد الأوروبي للسباحة.

## النتائج
| م       | المنتخب      |
| ------- | ------------ |
| ذهبية   | صربيا        |
| فضية    | المجر        |
| برونزية | إيطاليا      |
| 4       | الجبل الأسود |
| 5       | كرواتيا      |
| 6       | اليونان      |
| 7       | إسبانيا      |
| 8       | رومانيا      |
| 9       | ألمانيا      |
| 10      | فرنسا        |